# 大湊直太郎
大湊 直太郎（おおみなと なおたろう、1879年（明治12年）7月1日 - 1958年（昭和33年）4月27日）は、日本の海軍軍人。最終階級は海軍中将。

## 経歴
山形県出身。米沢藩猪苗代組(中士階級)の大湊隼助の息子として生まれる。1901年（明治34年）12月、海軍兵学校（29期）を卒業。1903年（明治36年）1月、海軍少尉任官。同年10月、「朝霧」乗組となり日露戦争に出征。さらに「須磨」水雷長に転じ日本海海戦に参加した。
1906年（明治39年）8月、「相模」分隊長となり、「千早」水雷長などを経て、海軍砲術学校で特修科学生として学んだ。1908年（明治41年）4月、「浪速」砲術長、海軍大学校乙種学生、砲術学校高等科学生、「春日」砲術長などを歴任し、1912年（明治45年）5月、海大（甲種10期）を卒業し「香取」分隊長に就任した。
1913年（大正2年）5月、艦政本部員となり、「周防」「比叡」の各砲術長などを経て、砲術学校教官兼海軍水雷学校教官兼陸軍重砲兵射撃学校教官に就任し、1916年（大正5年）12月、海軍中佐に昇進。1917年（大正6年）2月、イギリス駐在となり、海大教官、兼軍令部参謀を歴任し、1920年（大正9年）12月、海軍大佐に進級した。
1921年（大正10年）12月、「春日」艦長に発令され、軍令部副官、「山城」艦長などを経て、1925年（大正14年）12月、海軍少将に昇進し第1艦隊参謀長兼連合艦隊参謀長に就任した。1926年（大正15年）12月、砲術学校長となり、第3戦隊司令官を経て海軍省教育局長に就任し、1929年（昭和4年）11月、海軍中将に進んだ。1930年（昭和5年）6月、海兵校長に発令され、舞鶴要港部司令官、軍令部出仕を経て、1932年（昭和7年）12月、待命そして予備役に編入された。米沢海軍武官会会員。

## 栄典
位階
- 1903年（明治36年）4月10日 - 正八位[1]
- 1904年（明治37年）8月30日 - 従七位[2]
- 1905年（明治38年）9月12日 - 正七位[3]
- 1920年（大正9年）12月10日 - 従五位[4]
- 1926年（大正15年）1月15日 - 正五位[5]
- 1932年（昭和7年）12月27日 - 正四位[6]

勲章等
- 1920年（大正9年）11月1日 - 旭日中綬章・大正三年乃至九年戦役従軍記章[7]
- 1934年（昭和9年）4月29日 - 勲一等瑞宝章・昭和六年乃至九年事変従軍記章[8]
- 1940年（昭和15年）8月15日 - 紀元二千六百年祝典記念章[9]